# Oligia
Oligia là một chi bướm đêm thuộc họ Noctuidae.

## Loài
- Oligia agelasta (Fletcher, 1961)
- Oligia albilinea Laporte, 1973
- Oligia albirivula Hampson, 1908
- Oligia ambigua (Walker, 1858)
- Oligia ambiguella (Fletcher, 1961)
- Oligia atrivitta Hampson, 1914
- Oligia bridghami (Grote & Robinson, 1866)
- Oligia brunneonigra Laporte, 1973
- Oligia chlorostigma (Harvey, 1876)
- Oligia confusa Janse, 1937
- Oligia cupricolor Laporte, 1973
- Oligia decinerea (Fletcher, 1961)
- Oligia dinawa (Bethune-Baker, 1906)
- Oligia divesta (Grote, 1874)
- Oligia dubia (Heydemann, 1942)
- Oligia egens (Walker, 1857)
- Oligia fasciuncula – Middle-Barred Minor (Haworth, 1809)
- Oligia flava Laporte, 1973
- Oligia h-notata Berio, 1976
- Oligia hypothermes Hampson, 1908
- Oligia hypoxantha Hampson, 1914
- Oligia infima Laporte, 1973
- Oligia instructa (Walker, 1865)
- Oligia intermedia Berio, 1976
- Oligia karafutonis Matsumura, 1925
- Oligia latra Berio, 1976
- Oligia latruncula – Tawny Marbled Minor (Denis & Schiffermüller, 1775)
- Oligia leleupi Berio, 1976
- Oligia leuconephra Hampson, 1908
- Oligia longidens Berio, 1976
- Oligia mediofasciata Draudt, 1950
- Oligia melandonta Hampson, 1908
- Oligia minuscula (Morrison, 1874)
- Oligia modica (Guenée, 1852)
- Oligia multiplicata Berio, 1976
- Oligia nigrithorax Draudt, 1950
- Oligia niveiplagoides Poole, 1989
- Oligia nyctichroa Jones, 1908
- Oligia obsolescens Berio, 1977
- Oligia obtusa (Smith, 1902)
- Oligia pachydetis (Fletcher, 1961)
- Oligia perpusilla Berio, 1976
- Oligia rampartensis Barnes & Benjamin, 1923
- Oligia rufata Kardakoff, 1928
- Oligia rufilinea Laporte, 1983
- Oligia rufolonigra Laporte, 1973
- Oligia rufulus Laporte, 1973
- Oligia rufulusoides Laporte, 1973
- Oligia scriptonigra Laporte, 1973
- Oligia scriptonova Berio, 1976
- Oligia semicana (Walker, 1865)
- Oligia semidiaphana Berio, 1976
- Oligia sodalis Draudt, 1950
- Oligia stenopterygioides Berio, 1976
- Oligia strigilis – Marbled Minor (Linnaeus, 1758)
- Oligia subambigua (Fletcher, 1961)
- Oligia suleiman Rezbayai-Reser, 1997
- Oligia tripunctata (Fletcher, 1961)
- Oligia turcia Rezbanyai-Reser, 1997
- Oligia tusa (Grote, 1878)
- Oligia vandarban Rezbanyai-Reser, 1997
- Oligia versicolor – Rufous Minor (Borkhausen, 1792)
- Oligia violacea (Grote, 1881)

## Các loài trước đây được xếp vào chi
- Oligia arbora giờ được gọi là Mesapamea arbora (Barnes & McDunnough, 1912)
- Oligia fractilinea giờ được gọi là Mesapamea fractilinea (Grote, 1874)
- Oligia hausta (Grote, 1882) giờ là đồng nghĩa của Neoligia semicana (Walker, 1865)
- Oligia illocata giờ được gọi là Fishia illocata (Walker, 1857)
- Oligia indirecta giờ được gọi là Xylomoia indirecta (Grote, 1875)
- Oligia laevigata (Smith, 1898) giờ là đồng nghĩa của Neoligia subjuncta (Smith, 1898)
- Oligia mactata giờ được gọi là Platypolia mactata (Guenée, 1852)
- Oligia marina giờ Aseptis marina (Grote, 1874)

## Hình ảnh

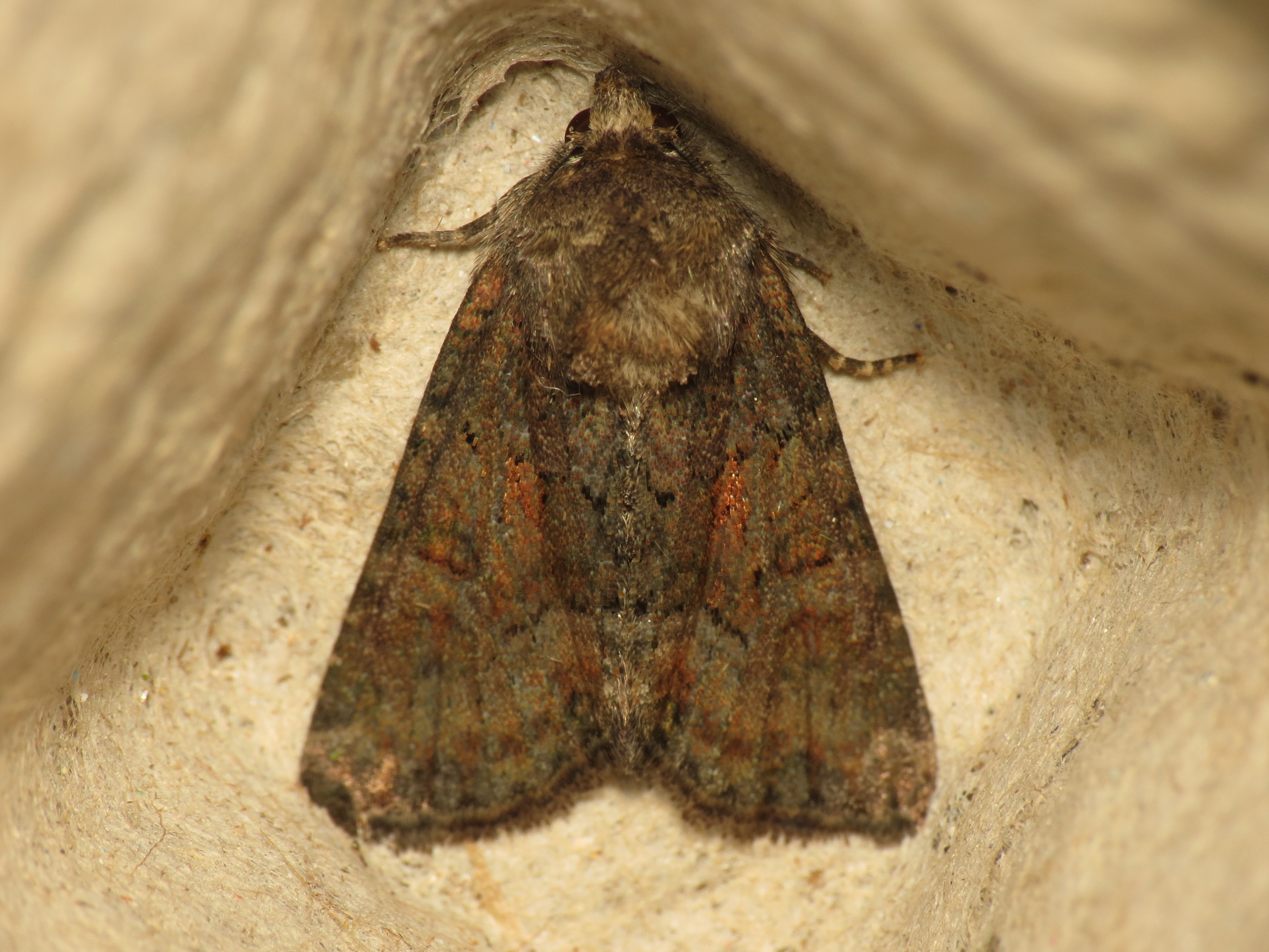
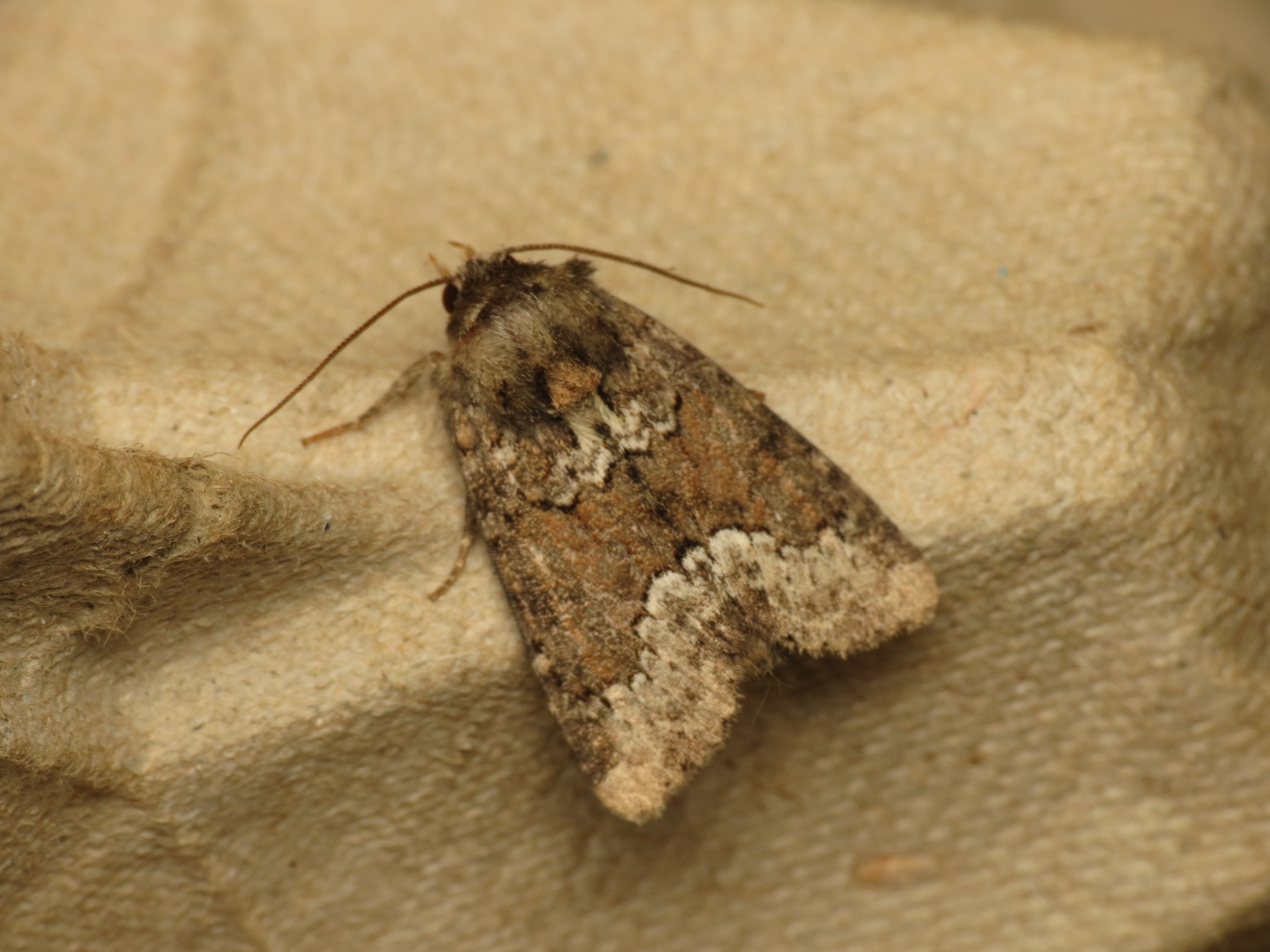
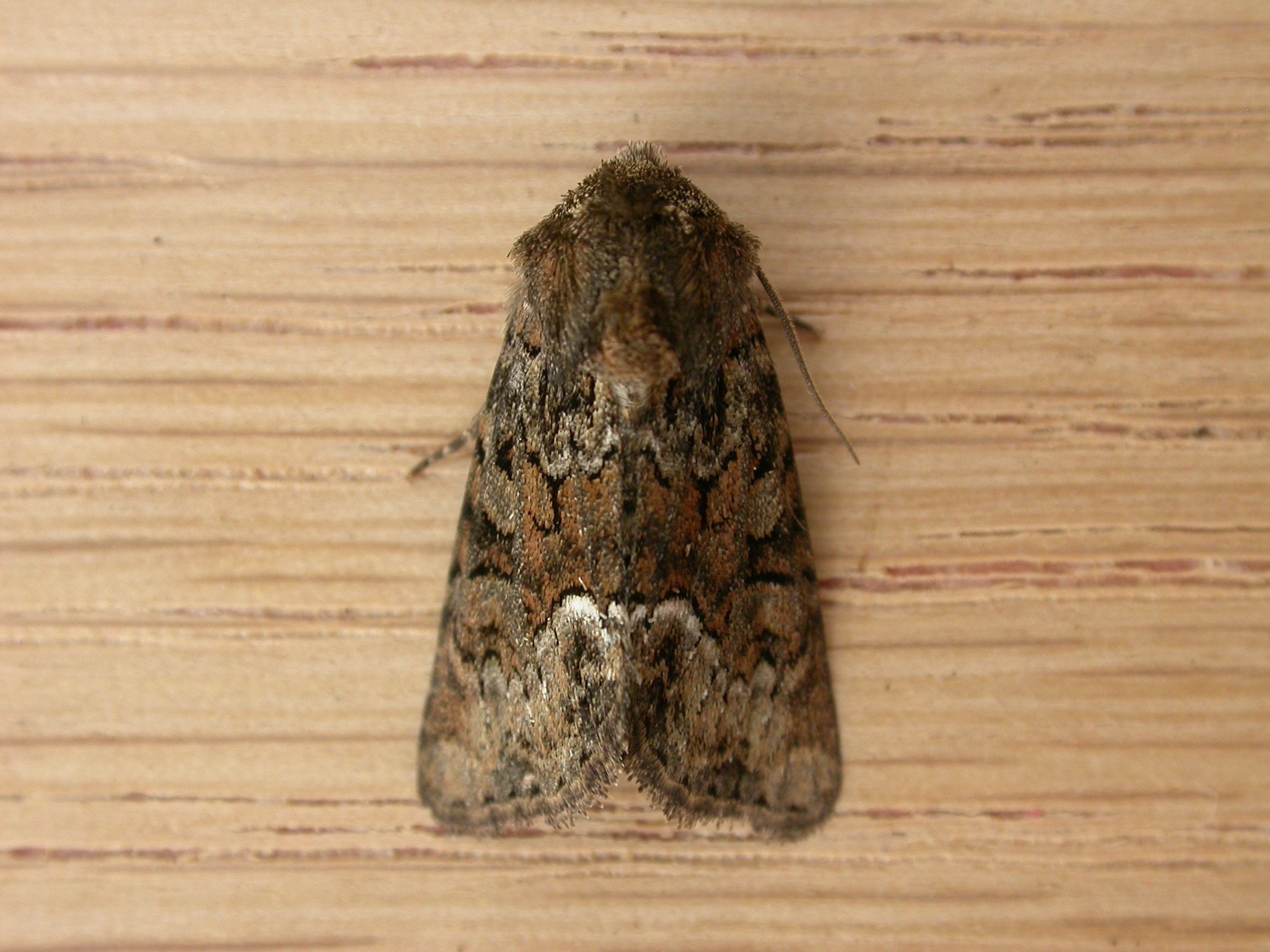
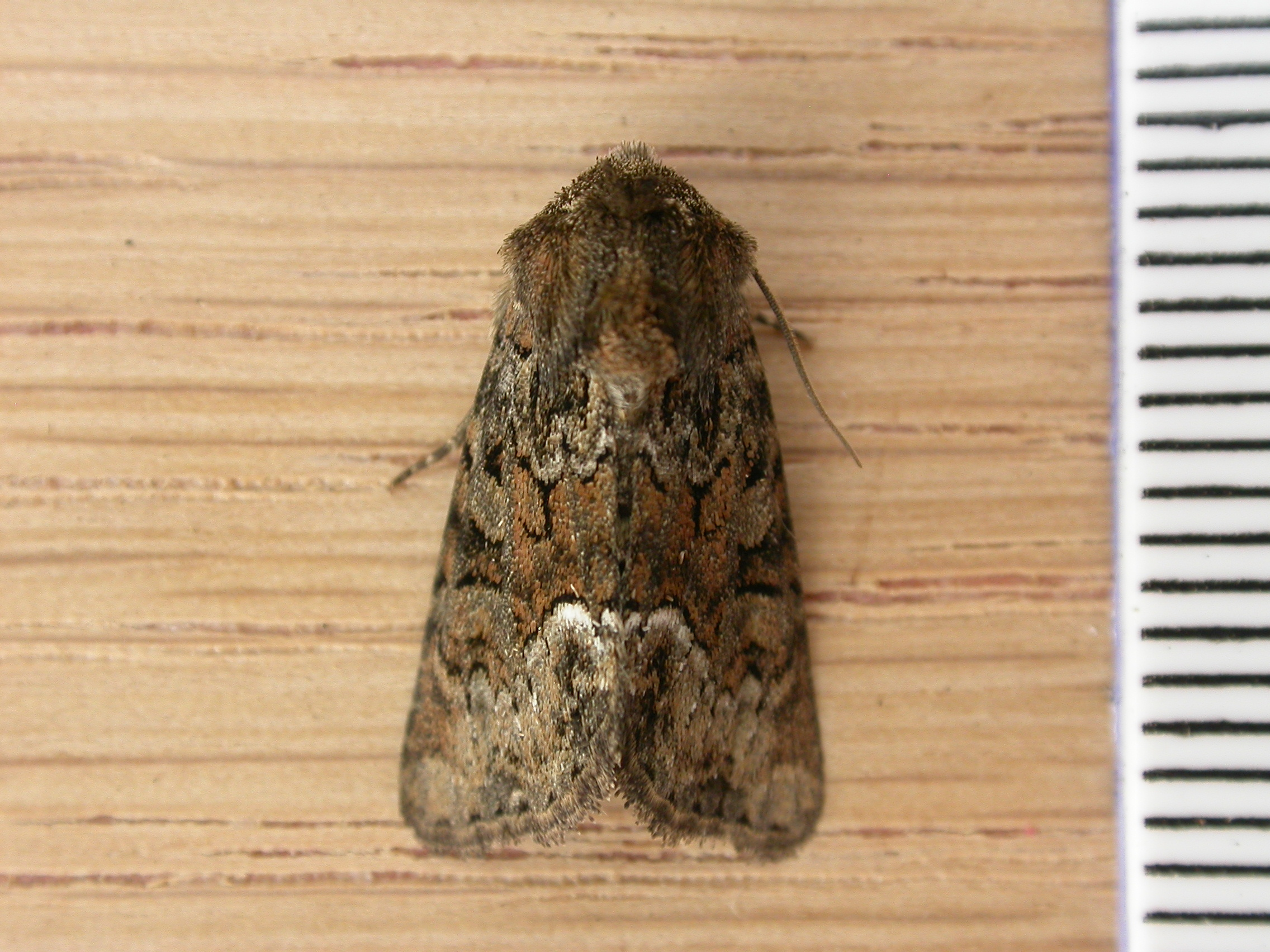